# Reggatta de Blanc
Reggatta de Blanc (bijeli reggae), drugi studijski album engleskog rock sastava The Police.

## O albumu
Album otvara "Message in a Bottle", Stingova pjesma o društvenom udaljavanju. Slijedi je "Reggatta de Blanc" (u pseudo-francuskom prijevodu značilo bi "bijeli reggae" koji obilježava album), jedna od rijetkih pjesama koju potpisuju svi članovi sastava. Instrumental koji joj je glavno obilježje prvotno je odsviran uživo tijekom izvedbi pjesme "Can't Stand Losing You" za što su 1981. dobili nagradu Grammy u kategoriji "Best Rock Instrumental Performance".
"It's Alright For You" obilježavaju snažije gitarske i bubnjarske dionice dok sljedeće tri pjesme, "Bring on the Night" (govori o egzekuciji Garya Gilmorea), "Deathwish" i "Walking on the Moon" imaju snažan reagge prizvuk. "On Any Other Day" koja govori o srednjovječnom čovjeku i njegovom rođendanu rijedak je tonski zapis na kojem se kao vodeći vokal pojavljuje bubnjar Stewart Copeland.
"The Bed's Too Big Without You", "Contact" i "Does Everyone Stare" govore o nedostatku povezanosti između dvije osobe. Album zatvara "No Time This Tim" koja se izvorno trebala pojaviti na B strani singla "So Lonely" godinu ranije.

## Popis pjesama
| 1. | »Message in a Bottle«  | 4:51 |
| 2. | »Reggatta de Blanc«    | 3:06 |
| 3. | »It's Alright for You« | 3:13 |
| 4. | »Bring on the Night«   | 4:15 |
| 5. | »Deathwish«            | 4:13 |

| 6.  | »Walking on the Moon«           |  | 5:02 |
| 7.  | »On Any Other Day«              |  | 2:57 |
| 8.  | »The Bed's Too Big Without You« |  | 4:26 |
| 9.  | »Contact«                       |  | 2:38 |
| 10. | »Does Everyone Stare«           |  | 3:52 |
| 11. | »No Time This Time«             |  | 3:17 |

## Izvođači
- Sting - bas-gitara, vokal
- Andy Summers - gitara, back vokal
- Stewart Copeland - bubnjevi, back vokal, vodeći vokal na "On Any Other Day", piano

### Produkcija
- Nigel Gray, The Police - producenti
- Janette Beckman - fotografija
- Dave Collins - mastering